# MVG Records
MVG Records är ett skivbolag med sitt säte i Solna som ägs av Music Network Records Group AB.